# Gare d'Épesses
La gare d'Épesses est une gare ferroviaire située sur le territoire de la localité d' Épesses, appartenant à la commune suisse de Bourg-en-Lavaux dans le canton de Vaud.

## Situation ferroviaire
Établie à 382,7 mètres d'altitude, la gare d'Épesses est située au point kilométrique 9,98 de la ligne du Simplon entre les gares de Cully (vers Lausanne) et de Rivaz (en direction de Brigue).
Elle est dotée de deux voies entourées par deux quais latéraux.

## Histoire
La gare d'Épesses a été construite en 1900, en même temps que les gares de Villette et de Saint-Saphorin.

## Service des voyageurs

### Accueil
Gare des CFF, elle est dotée d'un abri et d'un distributeur automatique de titres de transport sur chaque quai. La gare n'est pas accessible aux personnes à mobilité réduite.

### Desserte
La gare fait partie du réseau express régional vaudois, assurant des liaisons rapides à fréquence élevée dans l'ensemble du canton de Vaud. Elle est desservie par les trains de la ligne R4 du RER Vaud à raison d'une fois par heure et par sens :
- R4 : Le Brassus /Vallorbe – Cossonay-Penthalaz – Lausanne – Vevey – Montreux – Villeneuve – Aigle – Bex (– Saint-Maurice).

### Intermodalité
Aucun autre moyen de transport ne passe à proximité de la gare d'Épesses.